# Moorhead (Iowa)
Moorhead és una població dels Estats Units a l'estat d'Iowa. Segons el cens del 2000 tenia 232 habitants.

## Demografia
Segons el cens del 2000, Moorhead tenia 232 habitants, 111 habitatges, i 72 famílies. La densitat de població era de 289 habitants/km².
Dels 111 habitatges en un 22,5% hi vivien nens de menys de 18 anys, en un 54,1% hi vivien parelles casades, en un 8,1% dones solteres, i en un 35,1% no eren unitats familiars. En el 34,2% dels habitatges hi vivien persones soles el 19,8% de les quals corresponia a persones de 65 anys o més que vivien soles. El nombre mitjà de persones vivint en cada habitatge era de 2,09 i el nombre mitjà de persones que vivien en cada família era de 2,64.
Per edats la població es repartia de la següent manera: un 21,1% tenia menys de 18 anys, un 4,7% entre 18 i 24, un 20,7% entre 25 i 44, un 25,9% de 45 a 60 i un 27,6% 65 anys o més.
L'edat mediana era de 47 anys. Per cada 100 dones de 18 o més anys hi havia 90,6 homes.
La renda mediana per habitatge era de 26.042 $ i la renda mediana per família de 38.750 $. Els homes tenien una renda mediana de 31.875 $ mentre que les dones 19.167 $. La renda per capita de la població era de 16.644 $. Entorn del 6,2% de les famílies i el 9,1% de la població estaven per davall del llindar de pobresa.

## Poblacions més properes
El següent diagrama mostra les poblacions més properes.